# Brachypsectra moronei
Brachypsectra moronei is een keversoort uit de familie Brachypsectridae. De wetenschappelijke naam van de soort is voor het eerst geldig gepubliceerd in 2006 door Branham.